# Охогригол
Охогригол (устар. Охогр-Игол) — река в России, протекает по территории Нижневартовского района Ханты-Мансийского автономного округа. Устье реки находится в 237 км от устья реки Коликъёган. Длина реки — 130 км, площадь водосборного бассейна — 2410 км². Высота устья — 70,8 м над уровнем моря.

## Притоки
- 3 км: без названия
- 31 км: без названия
- 43 км: Суныёган
- 52 км: Кулъёган
- 53 км: Юхтенъёган
- 55 км: Ай-Охогригол
- 74 км: Сугултъюёган
- 90 км: Ай-Кулигол

## Данные водного реестра
По данным государственного водного реестра России относится к Верхнеобскому бассейновому округу, водохозяйственный участок реки — Вах, речной подбассейн реки — бассейн притоков (Верхней) Оби от Васюгана до Ваха. Речной бассейн реки — (Верхняя) Обь до впадения Иртыша.
Код объекта в государственном водном реестре — 13011000112115200040128.